# سیارک ۳۱۷۸
سیارک ۳۱۷۸ (به انگلیسی: 3178 Yoshitsune، نامگذاری:1984WA) سه هزار و صد و هفتاد و هشتمین سیارک کشف شده‌است که در ۲۱ نوامبر ۱۹۸۴ کشف شد.
قدر مطلق سیارک برابر ۱۱٫۹۰ است.